# Paul Hayez
Paul Hayez, né le 22 octobre 1859 à Douai (Nord) et décédé le 3 octobre 1935 dans la même ville est un maître-verrier et homme politique français.

## Biographie
Directeur d'une verrerie à l'âge de 22 ans, fondée en 1873 à Aniche, les Verrerie Hayez d'Aniche et de Charleroi seront reprises le 12 février 1900 par la Société des verreries de l'ancre réunies
Il devient par la suite président de la chambre syndicale des maitres de verreries de France. Dès 1884, il est conseiller municipal d'Aniche, président de 1895 à 1909 de l'Harmonie municipale d'Aniche fondée en 1872, puis conseiller d'arrondissement. Il est député du Nord de 1893 à 1898, et se consacre aux questions agricoles. Il est sénateur du Nord de 1905 à 1935, au groupe de l'Union démocratique et radicale.
Le journal officiel du 18 février 1924, relève pour une proposition de loi communiste sur les incompatibilités entre la fonction parlementaire et l’appartenance à des sociétés privées les différentes implications financières de Paul Hayez : Compagnie des mines de Liévin, Verreries de l'Ancre Réunies, l’électrique de Lille-Roubaix-Tourcoing, Charbonnages d'Alexinatz (Serbie).

## Hommages
- À Douai, un des boulevards porte le nom de Paul Hayez[4].
- Alexandre Descatoire, Prix de Rome, a sculpté un buste de Paul Hayez qui lui fut remis le 19 juin 1933 pour les cinquante ans de vie publique[5].

## Sources
- « Paul Hayez », dans le Dictionnaire des parlementaires français (1889-1940), sous la direction de Jean Jolly, PUF, 1960 [détail de l’édition]